# برگه ۴۸۲
برگه ۴۸۲ (به انگلیسی: Breguet 482) یک هواگرد ساختِ کارخانهٔ برگه اویاسیون در کشور فرانسه است . این هواگرد برای نخستین بار در ۲۷ نوامبر ۱۹۴۷ میلادی مورد استفاده قرار گرفت.